# Armadillidium gallicum
Armadillidium gallicum är en kräftdjursart som beskrevs av Karl Wilhelm Verhoeff 1907. Armadillidium gallicum ingår i släktet Armadillidium och familjen klotgråsuggor. Inga underarter finns listade i Catalogue of Life.